# Sophie Aubert
Pour les articles homonymes, voir Aubert.
Sophie Aubert, née le 28 septembre 1967 à Troyes, est une diplomate française.

## Biographie

### Famille et formation
Sophie Odette Madeleine Aubert naît le 28 septembre 1967 à Troyes.
Après des études secondaires au lycée Gabriel-Fauré d'Annecy, elle est titulaire du diplôme de l'École française des attachés de presse de Lyon, d'un diplôme universitaire du monde arabe contemporain, obtenu à l'université Lyon II, du diplôme de l'Institut d'études politiques de Lyon, du diplôme de l'Institut français d'études arabes de Damas, d'une licence d'arabe obtenue à l'université Lyon II et d'un diplôme d'études approfondies d'histoire du monde arabe obtenu à l'Institut national des langues et civilisations orientales (Inalco). En 2013-2014, elle est auditrice à la 66e session « politique nationale de défense » de l'Institut des hautes études de défense nationale.
Le 21 octobre 2013, elle épouse Marc Schmitt, diplomate. De ce mariage naissent deux enfants.

### Carrière au ministère des Affaires étrangères
Rédactrice à la Direction des affaires africaines et malgaches de 1995 à 1997, Aubert devient troisième secrétaire à l'ambassade de France en Syrie entre 1998 et 1999, puis devient deuxième secrétaire à l'ambassade de France au Pérou jusqu'en 2002.
Consule générale à Sao Paulo entre 2002 et 2005, elle devient chef de bureau puis sous-directrice à la Direction des affaires financières entre 2005 et 2009.
Première conseillère à l'ambassade de France en Guinée jusqu'en 2012, elle devient chef de la mission pour la stabilisation du Centre de crise en 2012.
Elle conserve ce poste jusqu'en 2014, où elle devient ambassadrice extraordinaire et plénipotentiaire au Bangladesh, où elle se trouve en poste en juillet 2016 au moment de l'attaque terroriste dans un restaurant de Dacca où a lieu une prise d'otages revendiquée par le groupe État islamique (EI).
Elle est nommée en août 2017 ambassadrice de France au Paraguay et prend ses fonctions en octobre de la même année.
En 2023, elle est nommée ambassadrice extraordinaire et plénipotentiaire de la République française auprès de la République d'Angola,.

## Distinctions
Le 11 novembre 2010, Sophie Aubert est nommée au grade de chevalier dans l'ordre national du Mérite au titre de « première conseillère à l'ambassade de France en Guinée ; 15 ans de services civils » puis au grade de chevalier dans l'ordre national de la Légion d'honneur le 13 juillet 2015 au titre de « ambassadrice extraordinaire et plénipotentiaire au Bangladesh ; 20 ans de services ».

## Pour approfondir